# Doridicola echinasteris
Doridicola echinasteris is een eenoogkreeftjessoort uit de familie van de Rhynchomolgidae. De wetenschappelijke naam van de soort is voor het eerst geldig gepubliceerd in 1975 door Humes.